# アメリカグランプリ (ロードレース)
アメリカグランプリ（アメリカGP, United States Grand Prix）は、アメリカ合衆国で1963年から1965年、1988年から1994年（1992年は中止）、2005年から現在までFIMロードレース世界選手権の一戦として開催されているオートバイレースである。

## 概要
1963年からデイトナ・インターナショナル・スピードウェイを舞台におこなわれていたが、事故が多発したためわずか3年で取り止めとなった。1988年からは、カリフォルニア州にあるラグナ・セカでの開催が始まった。しかしコークスクリュー付近での事故が多発し、1994年の開催を最後にカレンダーから外されていた。その後コースの改修工事を終えて2005年から復活、ただしカリフォルニアの州法で2ストロークエンジンが制限されている関係上、4ストロークのMotoGPクラスのみの開催となった。なお2008年シーズン以降はインディアナポリスでインディアナポリスグランプリの開催も始まり、アメリカでのMotoGPは年2回開催となり、さらに2013年シーズン以降はサーキット・オブ・ジ・アメリカズでグランプリ・オブ・ジ・アメリカズの開催も始まり、アメリカでのMotoGPは年3回開催となったが2013シーズンを最後にラグナ・セカでの開催がなくなり、2014年シーズンから翌シーズンはアメリカでのMotoGPは年2回開催となった。2016年シーズン以降は再び年1回開催に戻っている。

## アメリカGPの歴代優勝者
- ピンク地はノンタイトル

| 年   | サーキット | 50cc                 | 125cc                | 250cc              | 500cc                | 結果 |
| ---- | ---------- | -------------------- | -------------------- | ------------------ | -------------------- | ---- |
| 1963 | デイトナ   | 伊藤光夫             | エルンスト・デグナー | 伊藤史朗           | ドン・ヴェスコ       | 詳細 |
| 1964 | デイトナ   | ヒュー・アンダーソン | ヒュー・アンダーソン | アラン・シェパード | マイク・ヘイルウッド | 詳細 |
| 1965 | デイトナ   | エルンスト・デグナー | ヒュー・アンダーソン | フィル・リード     | マイク・ヘイルウッド | 詳細 |

| 年   | サーキット                       | 125cc                                          | 250cc                                          | 500cc                                          | 結果                                           |
| ---- | -------------------------------- | ---------------------------------------------- | ---------------------------------------------- | ---------------------------------------------- | ---------------------------------------------- |
| 1988 | ラグナ・セカ                     |                                                | ジム・フィリス                                 | エディ・ローソン                               | 詳細                                           |
| 1989 | ラグナ・セカ                     |                                                | ジョン・コシンスキー                           | ウェイン・レイニー                             | 詳細                                           |
| 1990 | ラグナ・セカ                     |                                                | ジョン・コシンスキー                           | ウェイン・レイニー                             | 詳細                                           |
| 1991 | ラグナ・セカ                     |                                                | ルカ・カダローラ                               | ウェイン・レイニー                             | 詳細                                           |
| 1993 | ラグナ・セカ                     | ダーク・ラウディス                             | ロリス・カピロッシ                             | ジョン・コシンスキー                           | 詳細                                           |
| 1994 | ラグナ・セカ                     | 辻村猛                                         | ドリアーノ・ロンボニ                           | ルカ・カダローラ                               | 詳細                                           |
| 年   | サーキット                       | 125cc                                          | 250cc                                          | MotoGP                                         | 結果                                           |
| 2005 | ラグナ・セカ                     |                                                |                                                | ニッキー・ヘイデン                             | 詳細                                           |
| 2006 | ラグナ・セカ                     |                                                |                                                | ニッキー・ヘイデン                             | 詳細                                           |
| 2007 | ラグナ・セカ                     |                                                |                                                | ケーシー・ストーナー                           | 詳細                                           |
| 2008 | ラグナ・セカ                     |                                                |                                                | バレンティーノ・ロッシ                         | 詳細                                           |
| 2009 | ラグナ・セカ                     |                                                |                                                | ダニ・ペドロサ                                 | 詳細                                           |
| 年   | サーキット                       | 125cc                                          | Moto2                                          | MotoGP                                         | 結果                                           |
| 2010 | ラグナ・セカ                     |                                                |                                                | ホルヘ・ロレンソ                               | 詳細                                           |
| 2011 | ラグナ・セカ                     |                                                |                                                | ケーシー・ストーナー                           | 詳細                                           |
| 2012 | ラグナ・セカ                     |                                                |                                                | ケーシー・ストーナー                           | 詳細                                           |
| 年   | サーキット                       | Moto3                                          | Moto2                                          | MotoGP                                         | 結果                                           |
| 2013 | サーキット・オブ・ジ・アメリカズ | アレックス・リンス                             | ニコラス・テロル                               | マルク・マルケス                               | 詳細                                           |
| 2014 | サーキット・オブ・ジ・アメリカズ | ジャック・ミラー                               | マーベリック・ビニャーレス                     | マルク・マルケス                               | 詳細                                           |
| 2015 | サーキット・オブ・ジ・アメリカズ | ダニー・ケント                                 | サム・ロウズ                                   | マルク・マルケス                               | 詳細                                           |
| 2016 | サーキット・オブ・ジ・アメリカズ | ロマーノ・フェナティ                           | アレックス・リンス                             | マルク・マルケス                               | 詳細                                           |
| 2017 | サーキット・オブ・ジ・アメリカズ | ロマーノ・フェナティ                           | フランコ・モルビデリ                           | マルク・マルケス                               | 詳細                                           |
| 2018 | サーキット・オブ・ジ・アメリカズ | ホルヘ・マルティン                             | フラチェスコ・バニャイア                       | マルク・マルケス                               | 詳細                                           |
| 2019 | サーキット・オブ・ジ・アメリカズ | アロン・カネト                                 | トーマス・ルティ                               | アレックス・リンス                             | 詳細                                           |
| 2020 | サーキット・オブ・ジ・アメリカズ | 新型コロナウイルス感染症の世界的流行により中止 | 新型コロナウイルス感染症の世界的流行により中止 | 新型コロナウイルス感染症の世界的流行により中止 | 新型コロナウイルス感染症の世界的流行により中止 |
| 2021 | サーキット・オブ・ジ・アメリカズ | イザン・ゲバラ                                 | ラウル・フェルナンデス                         | マルク・マルケス                               | 詳細                                           |
| 2022 | サーキット・オブ・ジ・アメリカズ | ジャウマ・マシア                               | アロン・カネト                                 | エネア・バスティアニーニ                       | 詳細                                           |
| 2023 | サーキット・オブ・ジ・アメリカズ | イバン・オルトラ                               | ペドロ・アコスタ                               | アレックス・リンス                             | 詳細                                           |
| 2024 | サーキット・オブ・ジ・アメリカズ | ダビド・アロンソ                               | セルジオ・ガルシア                             | マーベリック・ビニャーレス                     | 詳細                                           |
| 2025 | サーキット・オブ・ジ・アメリカズ | ホセ・アントニオ・ルエダ                       | ジェイク・ディクソン                           | フランチェスコ・バニャイア                     | 詳細                                           |

## アメリカGPが開催されたサーキット

ラグナ・セカ
北緯36度35分5秒 西経121度45分10秒 / 北緯36.58472度 西経121.75278度
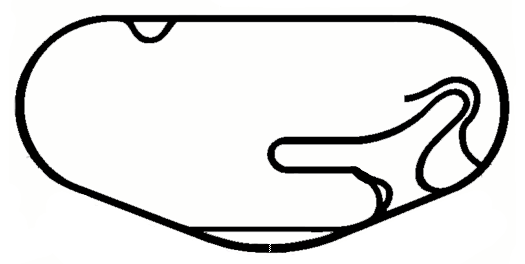
デイトナ・インターナショナル・スピードウェイ
北緯29度11分8秒 西経81度4分10秒 / 北緯29.18556度 西経81.06944度